# Bartholomäusnacht
Die Bartholomäusnacht (auch Pariser Bluthochzeit genannt, französisch Massacre de la Saint-Barthélemy) war ein Massenmord an französischen Protestanten, den Hugenotten, in der Nacht vom 23. zum 24. August 1572, dem Bartholomäustag. Auch Admiral Gaspard de Coligny und weitere Führer der Hugenotten wurden dabei ermordet. Sie waren anlässlich der (vermeintlich der Versöhnung dienenden) Hochzeit des Protestanten Heinrich von Navarra (des späteren Königs Heinrich IV.) mit Margarete von Valois in Paris versammelt. In derselben Nacht wurden weitere Tausende Protestanten in Paris und in den Folgetagen frankreichweit ermordet.
Der Massenmord ist ein zentrales Ereignis der Hugenottenkriege. Es ist mit vier Ereignissen verknüpft: einem ersten fehlgeschlagenen Attentat auf Admiral de Coligny am 22. August 1572, Ermordung der Hugenottenführer einschließlich de Colignys zwei Tage später, dem danach einsetzenden Pogrom in den Straßen von Paris sowie einer Welle von Gewalt kurz darauf in fast ganz Frankreich.
Die Bartholomäusnacht ist ein zentrales Datum in der Geschichte Frankreichs im 16. Jahrhundert und tief im kollektiven Gedächtnis der Franzosen verankert. Sie wird häufig in der Literatur und der bildenden Kunst behandelt.

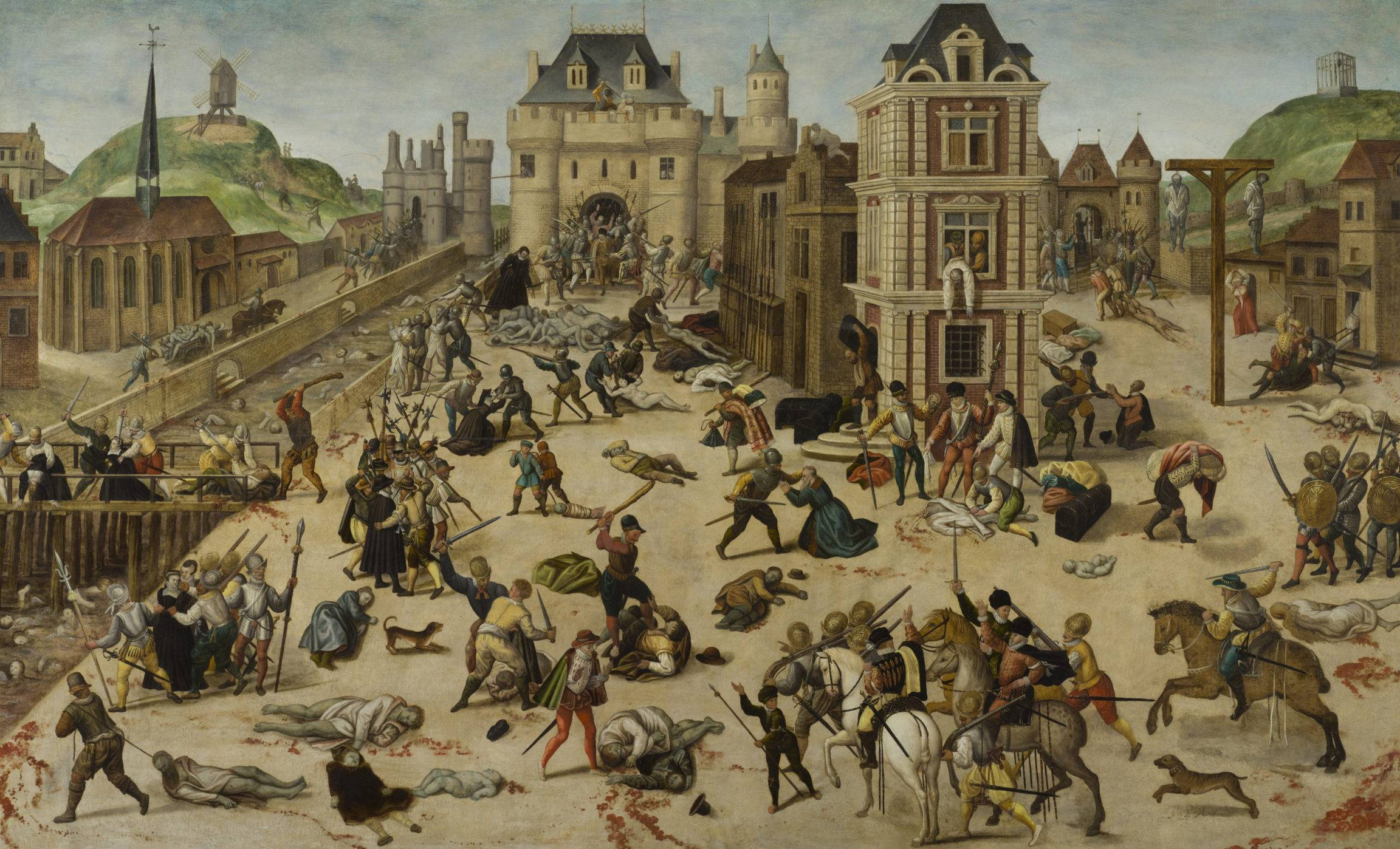
Bartholomäusnacht in Paris, zeitgenössisches Gemälde von François Dubois: Le massacre de la Saint-Barthélemy

## Frankreich und Europa im 16. Jahrhundert

### Frankreich und der entstehende Konflikt
Unter Ludwig XII. und Franz I. konnte Frankreich seine bis dahin größte Macht entfalten. Im Inneren des Landes herrschte Ruhe, die Krone wurde anerkannt, und die Monarchie konnte ihre Autorität in bisher noch selbstständig agierenden Herrschaftsbezirken ausbauen. Außenpolitisch stand Frankreich weiterhin im fortwährenden Konflikt mit den Habsburgern (siehe habsburgisch-französischer Gegensatz) und somit mit Spanien, Österreich und dem Heiligen Römischen Reich.
Die Ausbreitung des Protestantismus und die innenpolitischen Konflikte führten zu einer Krise des Königshauses und zur Erschütterung der Monarchie. Schon früh erkannten die französischen Könige die Bedrohung, die von den Reformierten ausging, denn die protestantische Bewegung, die zunächst in den südlichen Provinzen Anklang fand, erfasste bald die (rivalisierenden) Fürstenhäuser, auf deren Loyalität und Unterstützung die Krone angewiesen war und durch die eine Aufrechterhaltung des monarchischen Staates möglich war. Unter Franz I. wurden 1535 erstmals Protestanten in Paris verbrannt. Auch unter Heinrich II. und später unter seinem Sohn Franz II. kam es 1549 und 1559 der neuen Religion und Ausschreitungen gegenüber Protestanten. Doch wurde die Konversion dadurch nicht aufgehalten: 1555 entstanden in Paris, Meaux, Poitiers, Angers und Orléans protestantische Kirchen, die Zahl der protestantischen Gemeinden betrug wohl 1200, und in Frankreich bekannten sich vermutlich über eine Million Menschen zur reformierten Kirche.
Neben diesen religiösen Problemen kam es ab 1559 zur konstanten Schwächung der Monarchie durch die Rivalitäten der verschiedenen Hofparteien und durch den von äußeren Einfluss und Druck auf die Politik im Land. Der Tod Heinrichs II. im Jahre 1559, die einjährige Regentschaft seines Sohnes Franz und die des zehnjährigen Karl IX. erschütterten die bis dahin gefestigte Monarchie. Die steigende Rivalität der französischen Adelsgruppen, die sich nun neben politischen Streitfragen auch mit religiösen beschäftigen musste, und ihr Kampf um die Macht am Hofe schwächten den königlich geleiteten Staat, der auch noch Gefahr lief, bankrottzugehen. Von der Auflösung der innenpolitischen Struktur versuchte Spanien zu profitieren. Die Hochzeit Elisabeths von Valois mit dem spanischen König Philipp II. 1559 sollte im Rahmen des Vertrages von Cateau-Cambrésis die Freundschaft zwischen Frankreich und Spanien stärken, ermöglichte es aber dem unter päpstlichem Einfluss stehenden streng katholischen Spanien, religiös motivierten Druck auf die französische Innenpolitik und deren Umgang mit der neuen Religion auszuüben. Philipp unterstützte die Partei der radikalen Katholiken, um den Einfluss der Protestanten auf die französischen Politik zu schwächen.
Im März 1560 versuchten die Hugenotten gegenzuhalten. In der so genannten Verschwörung von Amboise sollte der König abgesetzt, das Haus Guise, das zu den strengen Katholiken gehörte, entmachtet und der Prinz von Condé auf den Thron gesetzt werden. Nachdem dieser Plan schon im Anfangsstadium gescheitert war, konnte das Haus Guise, welches an der Niederschlagung des Komplotts beteiligt war, seinen Einfluss auf den jungen Franz II. ausbauen.  Dessen frühes Ableben im Jahre 1560 führte allerdings zu einer weiteren Machtverschiebung: Katharina von Medici, die nun zusammen mit oder für ihren Sohn Karl regierte, konnte ihre eigene politische Stellung enorm ausbauen; das Haus Guise, das unter Heinrich II. und Franz II. lange die Regierungsgeschäfte kontrolliert hatte, verlor dementsprechend an Macht und konkurrierte am Hof mit dem Haus Bourbon.

### Religionsfrage zwischen 1560 und 1570
Ab 1560 beherrschten drei große Themen die Politik am Hof und im Staat: Krone, Katholiken und Protestanten. Katharina und der gemäßigte Chancelier de France Michel de l’Hôpital arbeiteten daher an einem Erlass, der die religiöse Duldung der Hugenotten beinhalten sollte. Mit dem Edikt von Romorantin wurde die Ketzerfrage der Kirche übergeben. Auch das „Religionsgespräch in Poissy“ zeigt die Bemühungen der Krone um Ruhe und Einheit. Die strengen Katholiken, die eine königliche Duldungspolitik entschieden ablehnten, versuchten weiterhin, ein Gegengewicht zur Politik Katharinas aufzubauen: Das 1561 zwischen François de Lorraine, duc de Guise, Anne de Montmorency und Saint-André geschlossene religiös-politische Bündnis, das als Triumvirat bezeichnet wurde, bezweckte daher die Aufrechterhaltung des katholischen Glaubens in Frankreich mit der dazugehörigen monarchischen Verfassung. Auch Spanien unterstützte solche Abkommen, um die Präsenz von gemäßigten Politikern wie dem Kanzler l’Hôpital und Protestanten im Zentrum der Macht zu verhindern. Wie weit Philipps Bemühungen in Frankreich reichten, hatte schon sein Angebot im März und im September 1560 verdeutlicht, Frankreich Hilfe für den Kampf gegen die Hugenotten zu entsenden. Katharina betrachtete jedoch jegliche Stärkung der extremen Katholiken als Gefährdung ihrer Politik und der Autorität der Krone. Sie rechnete eher mit einem Entgegenkommen der Hugenotten, da diese auf eine Tolerierung ihres Glaubens und somit persönliche Sicherheit durch die französische Regierung setzten.
Zur Wahrung der Unabhängigkeit der Regierung, des Friedens und der Ordnung im Staat entstand 1562 das Edikt von Saint-Germain-en-Laye. Die Krise von 1562 blieb ungelöst, die Spannungen zwischen Frankreich und Spanien bestanden auch im folgenden Jahrzehnt. Die Gewährung von eingeschränkter Glaubensfreiheit sorgte bei den Katholiken für Proteste und löste im März 1562 das Blutbad von Vassy aus. Der ausbrechende Bürgerkrieg verstärkte die Internationalisierung des Konfliktes: Admiral Gaspard de Coligny, seit 1561 öffentlich bekennender Protestant und militärisch-politischer Anführer der Hugenotten, wurde durch 9000 deutsche Krieger und der Herzog von Guise durch 3000 Spanier aus den Niederlanden unterstützt. Der Papst, die katholischen Fürsten, Spanien mit den Niederlanden, England und Deutschland griffen in den französischen Konflikt ein. Neben dieser Internationalisierung des Konflikts sorgte der Erste Hugenottenkrieg für eine Verschärfung des Antagonismus zwischen Hugenotten und Katholiken, besonders zwischen dem Haus Guise und dem Admiral Coligny: François de Lorraine, Herzog von Guise, wurde in der Schlacht von Dreux 1563 durch einen Protestanten tödlich verletzt. In dem Verhör wurde dem Mörder die Aussage abgepresst, der Admiral sei für das Attentat verantwortlich. Die Fehde der beiden Häuser ermöglichte es den Katholiken, das Edikt von Amboise und das Edikt von Saint-Germain-en-Laye zu ignorieren, da sie nun aus persönlichen Motiven heraus handelten. Unterstützung bekamen die Guisen wiederum von Spanien. Philipp II. konnte einen Vertrag zwischen dem französischen Königshaus und den Hugenotten, die immer noch eine Bedrohung für die katholische Religion und den Staat darstellten, nicht akzeptieren; er schickte mahnende Appelle an Katharina. 1563 wurde der 14-jährige Karl IX. für mündig erklärt. Ein Jahr später erschienen dann die „Erklärungen“ zum Edikt von Amboise, in denen die Freiheit der Hugenotten wieder eingeschränkt und die Strafandrohungen gegen sie verschärft wurden. Diese Verschärfung könnte eine mögliche Reaktion auf die Unruhen in den seit 1555 von der spanischen Krone regierten Niederlanden gewesen sein. Da die französischen Protestanten mit ihren Glaubensgenossen in regem Kontakt standen, wäre ein erneutes Aufkeimen der Gewalt in Frankreich möglich gewesen.
Auch das französisch-spanische Verhältnis verbesserte sich: Im Juni 1565 kam es zu einem Treffen zwischen Katharina und ihrer Tochter Elisabeth von Valois, der Königin von Spanien, und anderen spanischen und französischen Adligen. Die Teilnahme der Hugenotten wurde abgelehnt. Dem Herzog von Alba, Fernando Álvarez de Toledo, späterer Statthalter der Niederlande, versicherte Katharina ein strengeres Vorgehen gegenüber den Hugenotten. Dass diese Zusage seitens der französischen Regierung nicht eingehalten wurde, zeigt Katharinas Versuch, jegliche Eingriffe und Abhängigkeiten von Spanien zu verhindern. Mangels finanzieller Mittel, sich der inneren und äußeren Gegnerschaft gleichzeitig zu erwehren, musste sich die Krone  beiden Seiten gegenüber vage verhalten. Angesichts der europäischen politisch-religiösen Dynamik war mit dieser Taktik der französischen königlichen Politik weder eine Lösung des Problems, noch eine dauerhafte Stabilität zu erreichen.
Kurz darauf verschlechterte sich wieder das politische Verhältnis zu Spanien: Coligny unterhielt Beziehungen zu den Türken, um die spanische Türkenpolitik zu stören, weswegen der spanische König seine Absetzung forderte. Eine hugenottische Expedition nach Amerika, das seit 1493 durch einen päpstlichen Beschluss zum spanischen Machtbereich gehörte, wurde von einer von Philipp entsandte Flotte vertrieben, weswegen sich wiederum Frankreich verletzt sah. Auch die weiterhin steigende Entsendung von protestantischen Predigern nach Flandern störte die französisch-spanischen Beziehungen. In Frankreich verschlechterte sich hingegen das Verhältnis zu den Hugenotten. Da diese keine Möglichkeit sahen, ihren Einfluss und ihre Beteiligung am Staate geltend zu machen, sollte am 28. September 1567 unter der Leitung des Admirals Coligny und des Prinzen von Condé ein Staatsstreich erfolgen. Der Plan wurde verraten, der König konnte entkommen und rief zur Unterstützung des Königtums auf. Jedoch sollte das Edikt und somit die Gewissensfreiheit der Hugenotten unangetastet bleiben. Auch während des Zweiten Hugenottenkrieges hielt Katharina an ihrer Toleranz- und Vermittlungspolitik fest. Der Krieg währte nicht lange; beiden Seiten fehlten die finanziellen Mittel und Katharina befürchtete, zu sehr in spanische Abhängigkeit zu geraten; daher wurde im März 1568 der Frieden von Longjumeau beschlossen.
Die Reaktionen, die nach dem Friedensabschluss aus Madrid und Rom eintrafen, waren eindeutig: Der Papst und Philipp waren aufgebracht. Um für den Kampf gegen die Hugenotten eine finanzielle Grundlage zu erhalten, gestattete Pius V. die Konfiskation von Kirchengütern bis zu einer jährlichen Summe von 150.000 Livres. Jedoch durften die bereitgestellten Mittel nur für die Verteidigung des französischen Königtums und der dazugehörigen katholischen Religion verwendet werden. Zu Beginn des Jahres 1568 schied dann auch Michel de l’Hôpital freiwillig aus dem Dienst aus. Im Juli desselben Jahres wurde den Protestanten ein Ergebenheitseid abgefordert, ihre Bewaffnung wurde untersagt und Denunzierungen gefördert. Die Rechte, die den Protestanten im Frieden zugesichert wurden, erfuhren nochmals eine Einschränkung durch weitere Erlasse, die den protestantischen Gottesdienst, ihre Geistlichen und die Laien betrafen.
Zentrales Interesse Katharinas waren der Erhalt ihrer eigenen Interessen (Erhaltung und Ausbau der Autorität und Unabhängigkeit der Krone), die sie mit opportunistischer und pragmatischer Politik verfolgte: die Religionsfrage war dabei sekundär. Bei eigener Schwäche verhandelte sie mit den Reformierten, die als ein zweites Frankreich auftraten, und gewährte ihnen – mit nicht zu unterschätzender Hilfe durch l’Hôpital – eine gewisse Freiheit, bei annehmbarer äußerer Unterstützung ergriff Katharina die Gelegenheit, die gewährten Freiheiten wieder einzuschränken. So ergriff sie 1570 ein weiteres Mal die Initiative.
Im Dritten Hugenottenkrieg sollten der Prinz von Condé, Louis I. de Bourbon und François de Coligny-d’Andelot, der Bruder des Admirals, eliminiert werden, jedoch entkamen beide. Der Prinz starb ein Jahr später in der Schlacht von Jarnac. Sein erst 17-jähriger Sohn Heinrich I. von Bourbon und der 16-jährige Heinrich von Navarra wurden die neuen Anführer der protestantischen Bewegung und verliehen dieser durch ihre adlige Herkunft legitimen Charakter. Jedoch blieb Coligny das militärische und politische Oberhaupt, weshalb 1569 die königliche Acht über ihn verhängt worden war. Erschöpfung und Geldmangel stellten sich jedoch bald wieder ein, zumal die angekündigte spanische Hilfe Spaniens ausgeblieben war: Die von Philipp zugesagten 4.000 Spanier trafen nie ein und Alba konnte die französischen Truppen nur leidlich unterstützen. 1570 wurden die Kriegshandlungen allmählich eingestellt. Philipp II., durch diesen Abbruch beunruhigt, schickte seinen Gesandten Don Francisco de Alava zu Katharina, um einen bevorstehenden Frieden zu verhindern, diese entgegnete ihm: „[…] mein Sohn und ich müssen wahrnehmen, wie alle nur darüber aus sind, ihre Angelegenheiten zu ordnen; da wollen wir ebenfalls die unsrigen in Ordnung bringen, und da wir es mit vier gewonnenen Schlachten nicht vermocht haben, so müssen wir uns jetzt ohne Waffen so gut wie möglich einrichten. Der katholische König sinnt nur darauf, seine Interessen zu pflegen; das wollen wir auch!“

### Wunsch nach Ruhe, Ordnung und Einheit ab 1570
Katharina ordnete darauf auch bald ihre Angelegenheiten. Wenn sie den Kampf gegen die Hugenotten in Frankreich fortgesetzt hätte, wäre das Land ein weiteres Mal im Bürgerkrieg versunken, die aufgebrauchten finanziellen Mittel hätte man durch Hilfe von außen aufbringen müssen, somit hätte sich Frankreich wohl in eine ausländische Abhängigkeit begeben, und man hätte dann versucht, die Politik am Hof zu kontrollieren und nach den jeweiligen Zielsetzungen auszurichten. Jedoch wäre auch dann das Ende des Bürgerkrieges nicht absehbar gewesen, da die vorherigen Kriege gezeigt hatten, dass sich die Hugenotten auch durch schwere Niederlagen nicht von ihren Zielen abbringen ließen. Hingegen hätte durch einen Frieden mit den Hugenotten die politisch instabile Situation überwunden werden können und der Bürgerkrieg wäre beendet, Frankreich wäre von keiner ausländischen Macht abhängig gewesen und man hätte die Religionsfrage intern klären können und gegebenenfalls die Hugenotten in den Schoß der römisch-katholischen Kirche zurückführen können, wie es Forquevaulx, der französische Gesandte in Madrid, dem König von Spanien berichtet hatte. Gleichzeitig hätte sie aber auch auf gute politische Beziehungen zu Spanien und Rom verzichten müssen. 1570 entschied sich Katharina wohl für das kleinere Übel.
Am 8. August wurde der Frieden zu Saint-Germain geschlossen, der den Hugenotten in ihrer Forderung nach Glaubensfreiheit und Duldung deutlich entgegenkam. Ihnen wurde Amnestie gewährt, alle seit 1559 ausgesprochenen Verurteilungen aufgehoben, die bürgerliche und religiöse Gleichberechtigung wurde ihnen gewährt. Der protestantische Adel konnte nun wieder mit Familie, Untertanen und anderen Gläubigen Gottesdienste auf seinem Besitz abhalten. Wiedereinsetzung in ihre Ämter wurde gestattet, vier Sicherheitsplätze in La Rochelle, Montauban, Cognac und La Charité entstanden und jedes Gouvernement musste zwei Städte für den Gottesdienst bereitstellen; hingegen blieb Paris und das königliche Hoflager katholisch und der König übernahm den rückständigen Sold der von den Protestanten angeworbenen Truppen. Dieser Frieden drückt den Wunsch der Regentin aus, Ruhe, Ordnung und Einheit dem französischen Staat und der Krone wiederzugeben und das Land mit den Hugenotten zu versöhnen. Jedoch führte nur der Bankrott des Staates zum Friedensabschluss: Wie Giovanni Maria Petrucci, der Gesandte Florenz’, am 24. Januar, am 26. Februar und am 15. Juli 1570 berichtete, löste der Geldmangel im französischen Heer Unzufriedenheit und Ungehorsam aus. Daher unterschied sich dieser Frieden von denen, die seit den ersten beiden Hugenottenkriegen geschlossen wurden. Anders als zuvor blieben die Hugenotten keine Minderheit in dem katholischen Land, sondern ihre Rolle als militärische und politische Gemeinschaft wurde gestärkt. Auch die Situation am Hofe hatte sich grundlegend geändert: Die katholische Partei unterstützte nun die königliche Politik, nachdem die Guisen in Ungnade gefallen waren, und die Hugenotten konnten ihren Einfluss am Hof ausbauen.
Das französisch-spanische Verhältnis hingegen hatte sich gravierend verschlechtert: Im Oktober 1568 starb Elisabeth von Valois. Katharina bot damals sofort ihre Tochter Margarete zur Heirat an, um die enge familiäre Bindung der beiden Häuser aufrechtzuerhalten. König Philipp hatte aber eigene Pläne: Er wollte Anna von Österreich, Tochter von Kaiser Maximilian II. bekommen, für Karl IX. war Elisabeth von Österreich vorgesehen und Margarete von Valois sollte Sebastian, den König von Portugal heiraten. Diese Absichten Philipps wurden jedoch herb enttäuscht, da der König von Spanien wiederum Anna von Österreich, die sich Katharina als eigene Schwiegertochter erwählt hatte, für sich behalten wollte. Sebastian von Portugal lehnte überdies eine Hochzeit mit Margarete ab, wofür man wiederum Philipp die Schuld gab.
Auch die Guisen hatten sich von ihm distanziert, da die versprochene Hilfe während des letzten Krieges nicht eingetroffen war und der spanische König Pläne zur Befreiung Maria Stuarts, der Nichte aus dem Haus der Guisen, ablehnte, um nicht die englische Königin herauszufordern. Gleichwohl erstrebte das Haus Guise im Jahre 1570 eine Exkommunikation Elisabeths I., was wiederum das Verhältnis der Katholiken Frankreichs mit ihrem vorherigen Beschützer weiterhin beeinträchtigte.

## Entwicklungen in Paris von 1571 bis 1572

### Colignys Rückkehr
Graf Charles de Téligny verbesserte langfristig die Beziehung zwischen der Krone und den Hugenotten. Indem er beim König vorsprach, um ihm die Verletzungen des Friedensvertrages zu berichten, die sich im Reich ereignet hatten, wurde allmählich ein diplomatisches Verhältnis zwischen Protestanten und Katholiken geschaffen, das als Grundlage diente, die verfeindeten Parteien zu versöhnen. Denn zunächst war die Stimmung auf beiden Seiten gedämpft, da man die Wirren des Bürgerkrieges mit seiner verbitterten Stimmung noch nicht vergessen hatte, hauptsächlich jedoch, weil die Hugenotten dem König und seiner Mutter noch nicht trauten. Zu oft hatte man den versprochenen Frieden gebrochen, Rache geschworen und die gemachten Versprechungen nicht eingehalten. Daher lehnte Coligny alle Einladungen des Hofes zunächst ab.
Die Beziehungen hatten sich aber bis auf Weiteres so verbessert, dass Coligny es im September 1571 für angebracht hielt, zum Hof zurückzukehren. Denn man versuchte am Hof, seine Aufrichtigkeit durch diverse Mittel zu beteuern: Der Prinz von Condé sollte die Schwester des Herzogs von Nevers heiraten, Heinrich von Navarra die königliche Prinzessin Margarete von Valois und Coligny stellte man eine Statthalterschaft von Béarn und Guyenne in Aussicht, seine Freunde sollten des Weiteren Gouverneursposten bekleiden, der König, Katharina, der Herzog von Anjou und Alençon versicherten dem Admiral ihre Gunst in einem Brief. Dass Madrid und Rom verstimmt auf solche Pläne reagierten, zeigt die Aussage des Nuntius in Frankreich, Anton Maria Salviati: „Diese Königin glaubt nicht mehr an Gott, auch keiner von denen, welche jetzt in ihrer oder des Königs Umgebung sind.“ Die königliche Politik hatte sich nun auf die Hugenotten ausgerichtet und sich aus dem katholischen Mächtedruck befreit.
Am 12. September 1571 traf Coligny in Blois ein: Er wurde in seine alten Ämter wieder eingesetzt, bekleidete nun auch neue Würden und erhielt eine Summe von 10.000 Livres. Er nahm am Privatrat des Königs teil, und dieser zog ihn auch zu Einzelbesprechungen heran. Dass sich zwischen beiden ein enges Verhältnis entwickelte und Karl den Admiral sogar Vater nannte, wird überall beschrieben. Coligny weilte jedoch 1571 nur ungefähr fünf Wochen am königlichen Hof und kehrte dann erst am 6. Juni 1572 zurück. Dass er enormen Einfluss auf den König ausüben oder sich sogar – wie es der spanische Gesandte berichtet – des Königs bemächtigen konnte, lässt sich nicht beweisen und ist auch sehr unwahrscheinlich, zumal noch im Juni 1572 dringende Beratungen zu dem geplanten Flandern-Feldzug abgelehnt wurden. Trotzdem lösten seine Rückkehr und der vermeintliche Einfluss auf den König Unmut unter den Katholiken aus.

### Geplantes Bündnis durch die Hochzeit
Auf wessen Initiative die Vermählung von Heinrich von Navarra und Margarete von Valois zurückzuführen ist, lässt sich nur schwierig klären. Obwohl Margarete in ihren Memoiren Montmorency den Vorschlag zu solch einer Verbindung zuschreibt, ist die Rolle Katharinas als Initiator durchaus wahrscheinlicher. Der Versuch, ihre jüngste Tochter zu verheiraten, um eine günstige politische Verbindung aufzubauen, lag nicht fern. Zudem war es dadurch möglich, die hugenottenfreundliche Politik, die seit dem Jahr 1570 ihren Anfang genommen hatte, weiterhin zu festigen und dabei wiederum Einfluss auf den jungen König von Navarra und somit auf die Religionsfrage auszuüben. Die Hochzeit sollte die neue Politik des Friedens und der Aussöhnung symbolisieren und besiegeln.
Jedoch wurden diese Pläne auch missbilligt: Die strengen Katholiken am Hof und im Heer lehnten diese Politik ab; nachdem Alava dem spanischen König am 3. Juli 1571 erstmals von einer bevorstehenden Heirat der beiden berichtete, sah dieser die Hoffnung auf gute französisch-spanische Verhältnisse schwinden und auch die Päpste (sowohl Pius V. als auch ab 1572 Gregor XIII.) verweigerten ihre Erlaubnis für diese Heirat über die Konfessionsschranke hinweg (Dispens).

### Der Flandern-Feldzug
Bereits im August 1568 war zwischen Wilhelm von Oranien, dem Anführer der Reformierten in den Niederlanden, und den Hugenottenführern Coligny und dem Prinzen von Condé ein Vertrag entstanden, der den Parteien beiderseitige Hilfe garantierte. Für Coligny war dieses Bündnis Teil eines noch weiter reichenden Planes. Sein Ziel war, Frankreich aus dem katholischen Einflussbereich zu befreien, Spanien zu entmachten und alle von Rom und Madrid unabhängigen Nationen zu sammeln. Daher hatte er 1570 auch die französisch-englischen Heiratspläne zwischen Elisabeth I. und dem Herzog von Anjou unterstützt. Auch Karl und Katharina hatten sich damals um solch eine Verbindung bemüht, um Frankreich aus dem Einfluss Spaniens zu befreien.
Daher war man Ende Juli 1571 auch den Plänen Ludwigs von Nassau, des Bruders Wilhelms von Oranien, nicht abgeneigt: Im Namen der Niederlande bat dieser den König um Schutz und Hilfe und versprach bei einem erfolgreichen Unternehmen Flandern und Artois. Auch die deutschen protestantischen Fürsten und auch England würden ein solches Unternehmen unterstützen. Jedoch waren diese Pläne nicht neu, denn Téligny und der florentinische Gesandte Petrucci hatten dem König diese Gedanken bereits unterbreitet, weshalb sich auch Kasper von Schomberg, der Gesandte Frankreichs im Deutschen Reich, seit dem Frühjahr 1571 bei den Protestanten um ein Defensivbündnis bemühte. Auch die Rüstung Oraniens und die missliche Situation Albas in den Niederlanden hätten ein solches Vorhaben begünstigt. Jedoch versagten sowohl das englische Königreich als auch die Protestanten in Deutschland ihre Hilfe. Ohne die ausländische Unterstützung konnte das Unternehmen jedoch nicht realisiert werden, daher ließ man dieses erst einmal ruhen, aber Coligny förderte weiterhin die protestantische Strömung in den Niederlanden.
Durch die Eroberung der Stadt Brielle am 1. April 1572 begann jedoch die Unterstützung für Wilhelm von Oranien innerhalb der Niederlande zu wachsen, auch der Kampf gegen Alba wurde nun fortgeführt. Karl IX. versicherte dem König von Spanien weitestgehend seine Freundschaft, ermutigte jedoch auch die Geusen, ihren Freiheitskampf fortzuführen. Am 19. April 1572 entstand auch ein Defensivbündnis zwischen England und Frankreich, in dem sich beide Staaten zur gegenseitigen Unterstützung verpflichten, wenn es zu einem Angriff von einer dritten Macht – vermutlich Spanien – kommen sollte. Als jedoch die spanischen Truppen nach Valenciennes marschierten, um die Aufständischen zu vertreiben, reagierten die Kriegsgegner am Hof bestürzt, Coligny durfte jedoch den Niederländern neue Truppen schicken. Als allerdings auch England sich neutral verhielt, änderte sich die Stimmung am Hof zugunsten der strengen Katholiken mit ihrer pro-spanischen Position.
Auch das Ausland reagierte auf die Verhältnisse in Frankreich: Venedig schickte den außerordentlichen Gesandten Giovanni Michiel, um Johann Cavalli zu unterstützen und um einen nahenden Krieg mit Spanien zu vermeiden. In Paris selbst häuften sich die Gerüchte über einen bevorstehenden Krieg. Michiel und Cavalli berichteten am 6. August 1572: „Zur Zeit, wo die Königin-Mutter von Paris abwesend war, gab es starke Gerüchte von Krieg, und nicht ohne Ursache, wegen eines Raths, den der König allein mit dem Admiral und Montmorency und den 4 Staatssecretären abgehalten hatte, worauf man von Kriegsvorbereitungen redete.“ Auch der Nuntius Salviati bestätigte dies und fügte noch hinzu, dass „[…] Alle glaubten, es sei beschlossen den Krieg zu beginnen. Als aber unvermuthet die Königin erschien, warf sie Alles um.“ Jedoch der Florentiner Petrucci sieht beide, Katharina und Karl, einem Krieg abgeneigt: „Man streitet hier, ob man in Flandern Krieg machen solle oder nicht. Viele verlangen es leidenschaftlich; aber der König und die Königin wollen es nicht, denn sie sind schon der Trommeln und Trompeten überdrüssig.“ Dass Katharina vor einem Krieg in den Niederlanden und somit vor einem Krieg mit Spanien zurückschreckte, ist wohl nachvollziehbar, denn sie erkannte Frankreich als einen noch immer geteilten Staat, in dem sich zu jedem Zeitpunkt die Fronten zwischen Katholiken und Protestanten wieder verhärten konnten und somit ein Krieg aussichtslos wäre. Auch war sie sich über die Folgen einer Niederlage gegen Spanien bewusst und hatte die Bemühungen um den Frieden von Cateau-Cambrésis 1559 nicht vergessen. Nur durch ein Bündnis mit England und den protestantischen Fürstentümern hätte der Krieg Aussicht auf Erfolg gehabt. Außerdem standen für Katharina immer noch die Unabhängigkeit des Staates und die Sicherung der Dynastie im Vordergrund.
Jedoch war nicht sie die größte Gegnerin eines Krieges. Es waren eher die politisch strengen Katholiken, die sich treu gegenüber dem Papst und dem König von Spanien verhielten und vom Herzog von Anjou und dem Kardinal von Lothringen angeführt wurden. Am 6. und 9. August 1572 sprach man dann im Conseil über den Krieg in Flandern. Gegen die Übermacht der Kriegsgegner hatte Coligny keine Möglichkeit, sein Vorhaben zu verteidigen. Der Krieg wurde abgelehnt. Am 9. August schrieb Karl an den französischen Gesandten in England, Bertrand de Calignac de la Mothe-Fénélon:

„Man glaubt, dass der Krieg in Flandern sehr stark entbrennen wird, aber ich werde mich nicht daran betheiligen, wenn nicht die Spanier zuerst mein Reich angreifen. Es wäre für meine Interessen sehr gut, wenn die Königin von England, welche so viele Mittel besitzt, mit Händen und Füssen hinein ginge und in Seeland ihre Praktiken übte. Dann würde Oranien, der gerade auf Mons marschiert, ganz anders gesichert und stark sein; denn von meinen hugenottischen Unterthanen wird er nur die bekommen, welche sich heimlich davon machen können.“

Karl wollte Krieg, aber die Ereignisse hatten sich nicht zu seinen Gunsten entwickelt.
Am 18. August 1572 fand dann die Hochzeit von Heinrich von Navarra mit Margarete von Valois statt. Coligny schrieb seiner Frau am selben Tag, er wolle sich nach den Festveranstaltungen, die drei bis vier Tage dauern sollten, mit dem König im Louvre besprechen. Er gab zwar nur an, das Gespräch betreffe die Verletzungen des Edikts, aber der Krieg in Flandern hätte auch ein Thema sein können.

## Die Bartholomäusnacht am 24. August 1572

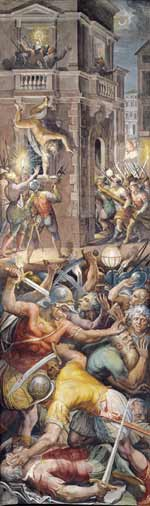
Die Wandmalereien von Giorgio Vasari stellen die Ermordung Gaspard de Colignys dar.

### Versuchter Anschlag auf Coligny (22. August)
Es gibt die verschiedensten Berichte über die Umstände des Anschlags auf Coligny am späten Vormittag des 22. August 1572 auf dem Rückweg vom Louvre. Tatsache bleibt jedoch, dass sein Leben durch einen glücklichen Zufall gerettet wurde – es ist unklar, ob er sich beim Schuss auf ihn die Schuhe band, einen Brief öffnete oder auf der Straße ausspuckte. Als Attentäter wurde schnell Maurevert identifiziert, der 1569 im Auftrag des Königs den Hugenottenführer Mouy ermordet hatte und der sich, unmittelbar nachdem er den Schuss abgegeben hatte, im Haus eines engen Freundes des Hauses Guise aufhielt. Alle Berichterstatter beschrieben den König als empört und wütend über den Anschlag. Eine eingesetzte Kommission sollte die Umstände untersuchen. Wie aus einem Brief Karls an La Mothe vom 22. August 1572 deutlich hervorgeht, sah er die Schuld am Attentat bei den Guisen. Die Auftraggeber können wohl nie identifiziert werden, aber sicher ist doch, dass es sich hierbei um keinen langfristig angelegten Plan handelt, sondern dass er aus persönlichen Motiven eines Einzelnen oder einer Gruppe entstand. Die Theorie, Katharina hätte den Anschlag unternommen, um die „[…] Vereinigung der Schlachtopfer in einem Stadtviertel […]“ zu erleichtern, wurde widerlegt. Es wäre abwegig und unlogisch von der Regentin gewesen, wenn sie ein Attentat auf den Admiral unternommen hätte, da damit der Frieden in Frankreich enorm gefährdet gewesen wäre und sie dadurch selbst einen Brand im Zentrum der Macht und in ihrer Nähe ausgelöst hätte. Dass sie aus mütterlicher Eifersucht, die ja gar nicht begründet gewesen wäre, da Coligny nur für einen kurzen Zeitraum am Hof weilte, handelte, erscheint auch unwahrscheinlich. Katharina und Karl hätten zu diesem Zeitpunkt kein Motiv gehabt, den Admiral zu töten. Auch wenn ein weitläufigerer Plan zur Ermordung aller Hugenotten vorhanden gewesen wäre – wofür es allerdings keine Beweise gibt –, hätte der Anschlag auf Coligny die übrigen Hugenotten gewarnt, und der Bürgerkrieg hätte von neuem begonnen. Jedoch liegt die alte Fehde der Guisen schwer auf diesem Ereignis: Sie hätten ein Motiv gehabt, und auch ihre Verbindung zu dem Mörder machte sie zu Tatverdächtigen. Es ist somit wohl eher eine für sich allein stehende Begebenheit, die eine Kette weiterer Ereignisse auslöste, aber mit einem Massaker in keinem Zusammenhang stand.

### Vorbereitungen zur Eliminierung (23. August)
Nach dem gescheiterten Anschlag auf Coligny herrschte wohl Aufruhr in Paris, da man Rache und somit auch einen Vergeltungsschlag der Hugenotten innerhalb der Stadtmauern vermutete. Dass sich die Anhänger des Admirals ähnlich äußerten, ist nicht unwahrscheinlich, denn sowohl Salviati als auch der spanische Gesandte Zúñiga berichten von „anmaßendem“ Verhalten der Hugenotten, die Anklagen erhoben hatten und – aus Not, Angst und Wut – Drohungen ausstießen. Außerdem standen ungefähr 4.000 Mann hugenottischer Truppen ganz in der Nähe von Paris. Die Gerüchte und Befürchtungen entwickelten wohl eine Eigendynamik und erreichten auch den Louvre.
Belegt ist einmal durch die Protokolle der Pariser Stadtbehörde und durch Michiel und den Seigneur de Brantôme, dass abends am 23. August der Prévôt des Marchands, Jean Le Charron, zum König gerufen wurde. Dessen Amtsvorgänger Claude Marcel wurde beauftragt eine Hilfstruppe aufzustellen, die die auf dem linken Seine-Ufer campierenden Hugenotten in Schach halten sollte. In den Aufzeichnungen der Stadt Paris heißt es, der König habe in Anwesenheit unter anderem seiner Mutter und seines Bruders, des Herzogs von Anjou, erklärt, Hugenotten (Anhänger der „Neuen Religion“) hätten durch Verschwörung eine Erhebung gegen den König und den Staat geplant und die Ruhe der Pariser Untertanen gestört:

« Sa Majesté auroit declaré en la presence de la Royne, sa Mere, et de Monseigneur le duc D’Anjou, son Frère, et autres Princes et Seigneurs, avoir esté adverty que ceulx de la Nouvelle Religion se voulloient eslever par conspiration contre Sad. Majesté et contre son Estat, et troubler le repos de ses subjectz et de sad. ville de Paris. »

Der Prévôt erhielt weiter die Aufgabe, Wachen außerhalb und innerhalb von Paris aufzustellen – wohl eine Reaktion auf einen vermeintlich protestantischen Vergeltungsschlag –, die Tore der Stadt Paris zu verschließen, die Boote von der Seine zu entfernen und Waffen an die Stadtmiliz zu verteilen. Jedoch erhielten sie keinen Befehl zu töten; es sollte nur Artillerie vor dem Hôtel de Ville aufgestellt werden, womöglich um Volksaufstände frühzeitig zu bewältigen. Auch der Besuch des Prévôt am 24. August im Louvre, der dem König mitteilte, einige Personen der königlichen Leibwache wären am Plündern und Morden beteiligt gewesen, zeigt doch deutlich, dass ein Befehl nicht vorlag, sonst wäre ein solcher Bericht entbehrlich gewesen. Ein anderer Eintrag bestätigt, dass ein Rat « […] ordonne le massacre de la Saint-Barthélemy. » – dieses genannte Massaker bezieht sich aber vermutlich nur auf die Eliminierung des Admirals Coligny und der anderen Hugenottenführer, wie es auch später in den königlichen Berichten dargelegt wird. Dass der Befehl zum allgemeinen Töten vom König kam, lässt sich nicht belegen; er hatte auch die größten Anstrengungen unternommen, dem Morden Einhalt zu gebieten, und reagierte auf das Geschehen mit Entsetzen.

### Das Morden in Paris
Nachdem anscheinend eine Truppe, bestehend aus der Schweizergarde des Königs und den persönlichen Leibwächtern des Herzogs von Anjou, unter der Leitung des Herzogs von Guise, den Admiral in seinem Haus ermordet hatte, wurden die übrigen Hugenottenführer getötet. Viele Berichte enthalten den Ausruf „Der König will es!“, der wahrscheinlich vom Herzog von Guise stammt und von dem Volk als Aufruf zur Massenexekution interpretiert wurde. Eine Welle von Gewalt wurde ausgelöst, vermutlich Resultat der religiösen Spannungen der letzten Jahre und besonders des Edikts von Saint-Germain, und breitete sich über ganz Frankreich aus. Schon die Unruhen während des Streits um das Croix des Gâtinais zeigen die explosive Stimmung, die in Paris herrschte. Gemordet wurde aus religiösen Motiven, nicht aus politischen. Was sich in Paris und anderen Städten Frankreichs zeigte, war unkontrollierte Wut und Gewalt, die sich mehr oder weniger zufällig gegen Menschen richtete; es war aber kein von oben kontrolliertes und geplantes Massaker. Auch war die Gewalt der Bartholomäusnacht ein Produkt der Ekstase und Frustration der Betroffenen.
Ein Straßburger Bürger sagte aus: „Da setzte überall in Paris ein Gemetzel ein, daß es bald keine Gasse mehr gab, auch die allerkleinste nicht, wo nicht einer den Tod fand, und das Blut floß über die Straßen, als habe es stark geregnet“ und „Schon war der Fluß mit Leichen bedeckt und ganz rot vom Blut […].“

### Königliche Stellungnahme

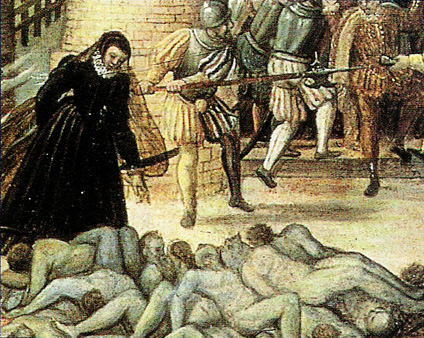
Katharina von Medici beugt sich über Leichen (Detail aus dem Gemälde von Dubois)

Noch während sich die Gräueltaten in den Straßen von Paris abspielten, entstanden die ersten Briefe, die Bezug auf die Geschehnisse nahmen. Erst am 26. August jedoch sprach König Karl IX. vor dem Parlament und übernahm die Verantwortung für die Morde, denn die Hugenottenführer hätten sich verschworen und so den König zum Eingreifen genötigt. Auch Zúñiga und Petruzzi bestätigten dies. Dennoch sind mehrere Versionen dieser ersten Stellungnahme vorhanden, einerseits solche, die von einem jahrelang geplanten Unternehmen sprechen, andererseits solche, die für eine spontane Handlung plädieren.

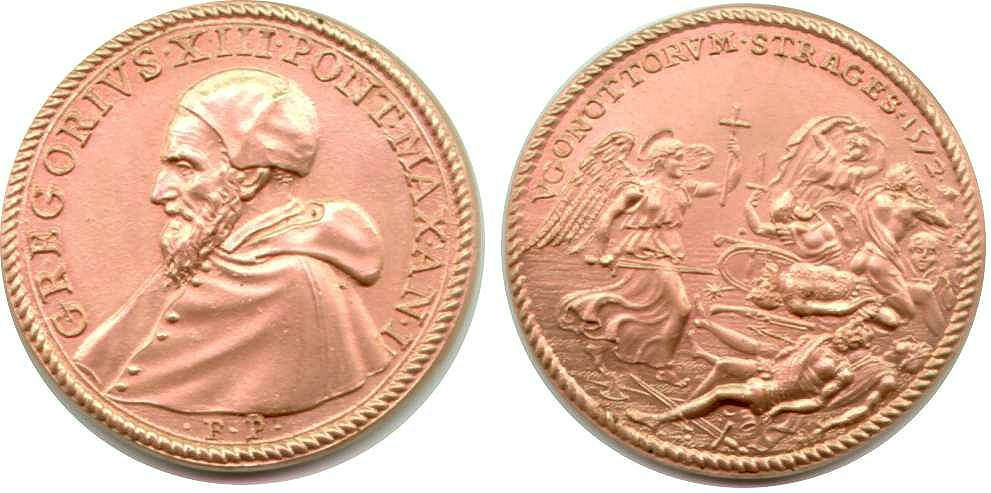
Die Gedenkmedaille mit dem Bild Papst Gregors XIII. zeigt rückseitig die Inschrift „UGONOTTORUM STRAGES 1572“ („Die Niederlage der Hugenotten 1572“) und einen Kreuz und Schwert tragenden Engel neben niedergemachten Protestanten

In den Schreiben, die in den Wochen und Monaten nach der Bartholomäusnacht entstanden, wird dennoch ein allgemeiner Konsens deutlich: Der König habe zwar den Anschlag auf Coligny sehr bedauert; da allerdings die Hugenotten gegen den König konspirierten, musste er sich verteidigen und gab so den Befehl zur Tötung des Admirals und seiner Anhänger – das allgemeine Morden sei jedoch ein spontanes Pogrom der Bevölkerung gewesen. Im Grunde bietet diese Erklärung vielleicht einen in sich konsequenten Gang der Ereignisse, die durch Misstrauen, Wut, Hoffnungslosigkeit und Angst begründet waren. Eine Verschwörung der Hugenotten ist jedoch sehr unwahrscheinlich und vor allem nicht beweisbar. Allerdings hätte der König an eine solche glauben können, zumal die Hugenotten 1567 schon einmal einen Anschlag auf ihn geplant und 1560 ein Attentat auf Franz II. verübt hatten. Somit wurde der Befehl zum Erstschlag gegeben, um Admiral Coligny und gut zwei bis drei Dutzend der protestantischen Edelleute zu töten. Unglücklicherweise können auch hier keine genauen Angaben zum Ursprung des Plans gemacht werden, nur dass die Entscheidung vermutlich von der königlichen Familie und einigen Mitgliedern des Hofes getroffen wurde. Dass der König von seiner Mutter oder sonstigen Personen überredet wurde, lässt sich ebenfalls nicht beweisen. Auch über den Zeitpunkt gibt es keine gesicherten Daten. Die Quellen legen nur dar, dass erst am 23. August exakte Befehle zum Töten der Hugenottenführer entstanden waren. Das allgemeine Morden in Paris und in vielen französischen Städten kann auf die Initiative der Massen zurückgeführt werden.
Nach der Bartholomäusnacht hielten der König und besonders Katharina an der alten Politik fest: Das Edikt von Saint-Germain sollte in Kraft bleiben, Versammlungen der Hugenotten wurden nur untersagt, um eine Bewaffnung zu verhindern, außerdem wollte sich die Krone unter keinen Umständen den in Spanien sitzenden Habsburgern beugen, und ein Bündnis mit Philipp II. wurde weiterhin abgelehnt.

### Reaktion des Papstes
Papst Gregor XIII. ließ bei Bekanntwerden des Massakers zum Dank ein Te Deum singen und eine Gedenkmünze prägen. Der Maler Giorgio Vasari wurde beauftragt, drei Wandmalereien in der Sala Regia zur Würdigung des Ereignisses anzufertigen. Am 11. September 1572 wurde auf Veranlassung des Papstes eine gemeinsame Feier anlässlich des Sieges bei Lepanto und der Ermordung Colignys veranstaltet.

## Zusammenfassung
Frankreich war zu einem Pulverfass geworden. Internationale, persönliche, nationale, politische und religiöse Interessen und Konflikte verursachten seit 1559 eine permanente Staatskrise. Europa selbst war auch im Wandel; die Ausbreitung des reformierten Glaubens nötigte alle Staaten, sich mit der Religionsfrage auseinanderzusetzen. Im Heiligen Römischen Reich konnte man mit cuius regio, eius religio nach dem Augsburger Religionsfrieden eine zufriedenstellende Lösung schaffen. Jedoch bedingte die zentralisierte Staatsstruktur in Frankreich schon von vornherein einen Konflikt mit der neuen Religion. Das spanische Hegemonialstreben, welches nicht nur politisch, sondern auch religiös auf die französische Staatsführung Einfluss ausübte, problematisierte diese Auseinandersetzung. Die Krone – und besonders Katharina – war bedacht, ihre innerstaatlichen Interessen zu wahren und somit eine Einflussnahme Spaniens und daher auch Roms und des Deutschen Reiches zu verhindern. Diese Internationalisierung des Konflikts und das Bestreben Frankreichs, jegliche Macht jedoch hier herauszuhalten, führten daher zu einer weiteren Schwächung des Reiches.
Katharina war seit 1560 bemüht, eine Balance zwischen den am Hof konkurrierenden Parteien zu halten, die Autorität der Krone wiederherzustellen und die Dynastie zu sichern. Allerdings war die französische Monarchie zu schwach, zu sehr verschuldet und durch die fortwährenden Konflikte der Obrigkeit zu sehr entkräftet, als dass sie eine langfristige Lösung hätte finden können. Die Bemühungen, die Hugenotten mit dem Staat zu versöhnen, indem man eine königliche Hochzeit vollzog und Coligny an den Hof zurückholte, führten hingegen auf der katholischen Seite zu Unverständnis und Wut. Das Religionsproblem hätte nie gelöst werden können, denn ein Entgegenkommen hätte bei der anderen Partei wieder Unmut hervorgebracht. Da man sich aber 1570 durch das Edikt von Saint-Germain für eine Annäherung an die Hugenotten entschieden hatte, konnte der Konflikt, der sich seit Jahrzehnten und durch den Bürgerkrieg entwickelt hatte, nicht bereinigt werden. Misstrauen, Angst und fragmentarische Entscheidungen führten dann zum königlichen Eingreifen und zum Mord an den Hugenottenführern, was wiederum eine Welle von Gewalt in ganz Frankreich auslöste. Die Bartholomäusnacht des Jahres 1572 war ein direktes Resultat einer „[…] tiefgreifende [n] Verwilderung menschlicher und staatlicher Verhaltensweisen […]“, die 1559 ihren Anfang genommen hatte.
In der Bartholomäusnacht und den Tagen danach wurden in Paris um die 3000 Menschen ermordet (mehrere tausend in der Provinz), in der großen Mehrzahl Hugenotten. Von August bis Oktober fanden ähnliche Massaker in anderen Städten statt, unter anderem in Toulouse, Bordeaux, Lyon, Bourges, Rouen und Orléans, wobei zwischen 5.000 und 15.000 Menschen umkamen. Prominente Opfer des Massakers waren der Komponist Claude Goudimel und der Philosoph und Humanist Petrus Ramus.

## Folgen
Für die Protestanten war die Bartholomäusnacht eine schwere Niederlage, und sie verloren einen großen Teil ihrer politischen Führer. Es wurde in den folgenden Jahren klar, dass Paris und Frankreich nicht mehrheitlich für die Reformation zu gewinnen waren, da die Mehrheit der Bevölkerung beim römisch-katholischen Glauben verblieb und die politischen Kräfte der protestantischen Partei nicht ausreichten, den neuen reformierten Glauben mit Gewalt durchzusetzen. Andererseits war die katholische Partei auch nicht stark genug, um die Protestanten vollständig zu besiegen. Die Religionskämpfe in Frankreich gingen daher nach den Ereignissen der Bartholomäusnacht weiter, bis den Hugenotten 1598 vom französischen König Heinrich IV. im Edikt von Nantes Rechtssicherheit garantiert wurde. Die im Edikt von Nantes garantierten politischen Sonderrechte der Protestanten wurden jedoch im 17. Jahrhundert mit der Entwicklung des Absolutismus insbesondere unter der Regierung des Kardinals Richelieu nach und nach wieder aufgehoben. Nachdem sich der Druck auf die Protestanten immer weiter verstärkt hatte, wurde schließlich auch 1685 von Ludwig XIV. im Edikt von Fontainebleau die Religionsfreiheit endgültig aufgehoben. Trotz schwerster Strafandrohungen und Verbot der Auswanderung flohen ungefähr 200.000 Hugenotten in Nachbarländer und alle Welt (insbesondere England, die Niederlande, Preußen, Landgrafschaft Hessen, die Schweiz und Südafrika). Durch die Emigration vieler tüchtiger Hugenotten erlitt Frankreich großen wirtschaftlichen Schaden, und umgekehrt profitierten die Einwandererländer sehr von den Fähigkeiten der Emigranten.

## Adaptionen
Filme
- Gérard Corbiau: Verrat im Namen der Königin („Saint-Germain, ou la négociation“). Frankreich 2003 (u. a. mit: Jean Rochefort).
- Patrice Chéreau: Die Bartholomäusnacht. Frankreich 1994 (u. a. mit Isabelle Adjani, Daniel Auteuil und Jean-Hugues Anglade).
- Jean Dréville: Bartholomäusnacht. Italien, Frankreich 1954 (u. a. mit: Jeanne Moreau).
- D. W. Griffith: Intolerance. USA 1916.
- Jo Baier: Henri 4. Deutschland 2010.

Literatur
- Alexandre Dumas: Bartholomäusnacht – Die Königin Margot  („La reine Margot“). 9. Auflage. Aufbau-Verlag, Berlin 2005, ISBN 3-7466-1050-8.
- Philippe Erlanger: Bartholomäusnacht („Le Massacre de la Saint-Barthélemy“). Laokoon-Verlag, München 1966.
- Wolfram Fleischhauer: Die Purpurlinie. Roman. Neuauflage. Dromer/Knaur, München 2003, ISBN 3-426-62592-X.
- Ludwig Huna: Die Bartholomäusnacht. Roman. Grethlein-Verlag, Leipzig 1932.
- Heinrich Mann: Die Jugend des Königs Henri Quatre. 30. Auflage. Rowohlt, Reinbek 2006, ISBN 3-499-13487-X.
- Christopher Marlowe: The Massacre at Paris (dt. Das Massaker zu Paris) (verfasst 1591, UA Januar 1592) in: Christopher Marlowe, Sämtliche Dramen. Eichborn, Frankfurt am Main, 1999. ISBN 3-8218-0661-3.
- Prosper Mérimée: Die Bartholomäusnacht. („Chronique du règne de Charles IX.“). Kiepenheuer Verlag, Leipzig 1980.
- Robert Merle: Die gute Stadt Paris („Paris, ma bonne ville“ [Fortune de France; 3]). 9. Auflage. Aufbau-Verlag, Berlin 2002, ISBN 3-7466-1215-2.
- Conrad Ferdinand Meyer: Das Amulett. Reclam, Stuttgart 2002, ISBN 3-15-006943-2.

Musik
- Giacomo Meyerbeer: Die Hugenotten. Große Oper in fünf Aufzügen („Les Huguenots“). Verlag Schröder, Markranstädt 2004 (Nachdr. d. Ausg. Leipzig 1836).